# Pár správných chlapů
Pár správných chlapů (v anglickém originále A Few Good Men) je americký dramatický film z roku 1992. Režisérem filmu je Rob Reiner. Hlavní role ve filmu ztvárnili Tom Cruise, Jack Nicholson, Demi Moore, Kevin Bacon a Kiefer Sutherland.

## Děj
Dva příslušníci námořní pěchoty stojí před soudem za to, že zabili svého kolegu Santiaga na základně v Guantanamu, který plnil úkoly neuspokojivě a vzepřel se svým nadřízeným tím, že podal žádost o přeložení.
Jejich obhájce Kafee dojde k názoru, že obvinění zabili Santiaga nechtěně v rámci "kázeň utužující" protizákonné šikany, kterou nařídil velitel základny, plukovník Jessup.
I když je to jen domněnka, obhájce se pokusí obviněné zachránit před trestem za vraždu tím, že promyšleně vyprovokuje Jessupa, aby se podřekl. Tato taktika slaví úspěch: rozčilený plukovník se sám přizná, že šikanu nařídil a že je na své metody hrdý. To je konec jeho kariéry.
Obvinění sice nejsou odsouzeni za vraždu, ovšem jsou beze cti propuštěni z armády. Teprve teď začínají chápat, že jejich slepá poslušnost veliteli byla chybná.

## Ocenění
Jack Nicholson byl za svou roli v tomto filmu nominován na Oscara a Zlatý glóbus. Tom Cruise byl za svou roli v tomto filmu nominován na Zlatý glóbus. Film byl dále nominován na tři Oscary (kategorie nejlepší film, zvuk a střih) a tři Zlaté glóby (kategorie nejlepší film-drama, režie a scénář).

## Obsazení
| Tom Cruise        | Daniel Kaffee           |
| Jack Nicholson    | Nathan R. Jessup        |
| Demi Moore        | JoAnne Galloway         |
| Kevin Bacon       | Jack Ross               |
| Kiefer Sutherland | Jonathan James Kendrick |
| Kevin Pollak      | Sam Weinberg            |
| Wolfgang Bodison  | Harold Dawson           |
| James Marshall    | Louden Downey           |
| Cuba Gooding, Jr. | Carl Edward Hammaker    |
| Xander Berkeley   | kapitán Whitaker        |